# Джеймс Слаттон
Джеймс Слаттон (англ. James Slatton, 30 липня 1947) — американський ватерполіст.
Бронзовий призер Олімпійських Ігор 1972 року.